# Chromiec (Basse-Silésie)
Pour les articles homonymes, voir Chromiec.
Chromiec est une localité polonaise de la gmina de Stara Kamienica, située dans le powiat de Jelenia Góra en voïvodie de Basse-Silésie.